# 标准状况
標準溫度與壓力（英語：standard temperature and pressure，簡稱STP），或稱標準狀況，是一組用於實驗測量的標準化環境設定，目的在於讓不同數據間具有可比性。目前最常採用的標準來自國際純化學和應用化學聯合會（IUPAC）與國家標準技術研究所（NIST），但這些標準尚未獲得全球一致認可。其他機構也各自制定了不同的標準定義。
在工業與商業應用中，標準溫壓條件對於氣體與液體體積的表示，以及相關數據如體積流率的表達，至關重要，因為氣體體積會隨溫度與壓力而顯著變化。例如常見的單位包括：標準立方公尺每秒（Sm³/s）與常態立方公尺每秒（Nm³/s）。
許多技術性出版物（如書籍、學術期刊、機械設備廣告）常簡略地標示「標準狀況」，而未明確說明其實際定義；有時甚至以舊用語「常態條件」（normal conditions，簡稱NC）取代。這樣的模糊用法在某些情況下容易引發誤解與錯誤。較為嚴謹的做法，是明確標示所採用的溫壓參考條件。若未特別說明，則通常預設為近似室溫環境：約1個大氣壓、273.15 K（0°C）、以及0%的相對濕度。

## 定義
在化學領域，IUPAC於1982年修訂了其對標準溫度與壓力的定義：
- 1982年以前，STP指的是溫度273.15 K（0 °C；32 °F）與絕對壓力1 atm（101.325 kPa）。
- 自1982年起，STP變更定義為溫度273.15 K（0 °C；32 °F）與絕對壓力1 bar（100 kPa；100,000 Pa）。

NIST所採用的標準則為溫度20 °C（293.15 K；68.00 °F）與絕對壓力1 atm（14.696 psi，101.325 kPa），這套標準也稱為常態溫度與壓力（normal temperature and pressure，簡稱NTP）。不過，NIST在熱力學實驗中常使用的狀況則是溫度298.15 K（25°C，77°F）與壓力1 bar（14.5038 psi，100 kPa）。此外，NIST在針對精煉石油產品進行溫度補償時，使用的標準溫度為15°C（288.15 K，59°F），儘管該機構也指出這兩個標準值彼此並不完全一致。
根據ISO 13443，天然氣與類似流體的標準參考狀況為288.15 K（15.00 °C；59.00 °F）與101.325 kPa；相較之下，美國石油學會採用的狀況為60 °F（15.56 °C；288.71 K）。

### 過去
1918年以前，許多採用公制單位系統的專業人士與科學家，將氣體體積的標準參考條件設為15 °C（288.15 K；59.00 °F）與壓力101.325 kPa（1.00 atm；760 Torr）。同一時期，採用英制或美制系統的人們，最常使用的標準條件則是60 °F（15.56 °C；288.71 K）與14.696 psi（1 atm），這套標準幾乎被全球石油與天然氣產業一致採納。上述這些定義現今已不再是兩種單位系統中最普遍使用的標準。

### 現今用法
目前世界各地的機構對標準狀況的定義並不一致，使用的版本各式各樣。以下表格僅列出部分例子，實際上還有更多。有些機構在過去使用的是不同的標準。舉例來說，IUPAC自1982年起將標準參考條件定為0°C與100 kPa（1.0 bar），與其早期所採用的0°C與101.325 kPa（1.00000 atm）有所不同。新標準對應的壓力大約為海拔112公尺的平均大氣壓，更接近全球人類居住地的中位海拔（194公尺）。
歐洲、澳洲與南美的天然氣企業，普遍採用15 °C（59 °F）與101.325 kPa（14.696 psi）作為氣體體積的標準參考條件，並將其作為「標準立方公尺」（standard cubic meter）的基準。此外，國際標準化組織、美國環境保護署及國家標準與技術研究院等機構，在其不同的標準與法規中，也各自採用了不止一種標準參考條件。
| 溫度 | 絕對壓力 | 相对湿度 | 出版或創立者                                                                |
| °C   | kPa      | % RH     | 出版或創立者                                                                |
| ---- | -------- | -------- | --------------------------------------------------------------------------- |
| 0    | 100.000  |          | IUPAC（1982年之后正在使用的定義）                                           |
| 0    | 101.325  |          | IUPAC（1982年以前使用的定義）NIST, ISO 10780                                |
| 15   | 101.325  | 0        | ICAO's ISA，ISO 13443, EEA， EGIA                                           |
| 20   | 101.325  |          | EPA， NIST                                                                  |
| 25   | 101.325  |          | EPA                                                                         |
| 25   | 100.000  |          | SATP                                                                        |
| 20   | 100.000  | 0        | CAGI                                                                        |
| 15   | 100.000  |          | SPE                                                                         |
| °F   | psi      | % RH     |                                                                             |
| 60   | 14.696   |          | SPE, U.S. OSHA， SCAQMD                                                     |
| 60   | 14.73    |          | EGIA, OPEC， U.S. EIA                                                       |
| 59   | 14.503   | 78       | U.S. Army Standard Metro                                                    |
| 59   | 14.696   | 60       | ISO 2314, ISO 3977-2                                                        |
| °F   | in Hg    | % RH     |                                                                             |
| 70   | 29.92    | 0        | AMCA， air density = 0.075 lbm/ft³. This AMCA standard applies only to air. |

注釋：
- EGIA：加拿大电力和燃气检验法
- SATP：标准的环境压力和温度
- SCAQMD：加州南海岸空气质量管理区

## 气体摩尔体积
当表示气体的摩尔体积时，要指明适用的温度和压力条件。 在不指明温度和压力条件的情况下，说明气体的摩尔体积几乎没有意义并且可能引起混淆。
通过使用理想气体定律，可以计算在标准状况下的气体摩尔体积。 任何理想气体的摩尔体积可以在各种标准参考条件下计算，如下所示：
- Vm = 8.3145 × 273.15 / 101.325 = 22.414 dm3/mol （在 0 °C 和 101.325 kPa 下）
- Vm = 8.3145 × 273.15 / 100.000 = 22.711 dm3/mol （在 0 °C 和 100 kPa 下）
- Vm = 8.3145 × 298.15 / 101.325 = 24.466 dm3/mol （在25 °C 和 101.325 kPa 下）
- Vm = 8.3145 × 298.15 / 100.000 = 24.790 dm3/mol （在25 °C 和 100 kPa 下）
- Vm = 10.7316 × 519.67 / 14.730 = 378.61 ft3/lbmol （在60 °F 和 14.73 psi 下）

## 参看
- 吉布斯能

## 外部連結
- "STP （页面存档备份，存于）" from the IUPAC Gold Book.
- "Standard conditions for gases （页面存档备份，存于）" from the IUPAC Gold Book.
- Molar volume of an ideal gas （页面存档备份，存于）（CODATA 2010 values）
- Online ICAO Atmosphere calculator for aviators http://www.aviation.ch/tools-atmosphere.asp （页面存档备份，存于）